# Апостольский нунций в Эфиопии
Апостольский нунций в Федеративной Демократической Республике Эфиопия — дипломатический представитель Святого Престола в Эфиопии. Данный дипломатический пост занимает церковно-дипломатический представитель Ватикана в ранге посла. Апостольская нунциатура в Эфиопии была учреждена на постоянной основе 25 марта 1957 года, в ранге апостольской интернунциатуры. Её резиденция находится в Аддис-Абебе.
В настоящее время Апостольским нунцием в Эфиопии является архиепископ Брайан Удаигве, назначенный Папой Франциском 12 апреля 2025 года.

## История
При итальянской колонизации Эфиопии, 25 марта 1937 года, согласно бреве «Spectat ad Romanum Pontificem» папы римского Пия XI, была учреждена Апостольская делегатура в Итальянской Восточной Африке, отсоединённая от Апостольской делегатуры в Египте, Аравии, Эритреи и Эфиопии. Она обладала юрисдикцией над Эфиопией, Эритреей и Итальянским Сомали и её центром был город Аддис-Абеба. В 1946 году, после освобождения от итальянского присутствия в регионе, делегатура приняла название Апостольской делегатуры в Эфиопии. 
20 марта 1957 года Святой Престол и эфиопское правительство установили дипломатические отношения, а пять дней спустя Апостольская делегатура была возведена в ранг Апостольской интернуниатуры в Эфиопии. 
8 марта 1969 года, согласно бреве «Ex quo tempore» Папы Павла VI, Апостольская интернунциатура была возведена в ранг Апостольской нунциатуры с компетенцией по Эфиопии и Эритреи, к которой была добавлена в 2000 году Джибути. В 1995 году Святой Престол и Эритрея установили дипломатические отношения, и апостольские нунции в Эфиопии служил, по совместительству, в этой стране до августа 2003 года, когда в Эритрею был назначен отдельный апостольский нунций, отличный от Аддис-Абебы. 
Наконец, в январе 2004 года апостольский нунций в Эфиопии также занял должность апостольского делегата в Сомали и Специального представителя Святого Престола при Африканском союзе.

## Апостольские нунции в Эфиопии

### Апостольские делегаты
- Джованни Мария Эмилио Кастеллани S.J., титулярный архиепископ Перге — (25 марта 1937 — 18 марта 1945 — назначен апостольским нунцием в Гватемале и Сальвадоре);
- Монненс Теодор S.J. — (1946 — ?).

### Апостольские интернунции
- Джозеф Фрэнсис Макджо — (9 мая 1957 — 17 сентября 1960 — назначен титулярным архиепископом Эмесы и апостольским делегатом в ЮАР);
- Джузеппе Можоли, титулярный архиепископ Лариссы Фессалийской — (27 сентября 1960 — 14 ноября 1969 — назначен апостольским апостольским нунцием на Мальте).

### Апостольские нунции
- Поль-Мари-Морис Перрен, титулярный архиепископ Гурцы — (16 января 1970 — 15 ноября 1972, в отставке);
- Ипполито Ротоли, титулярный архиепископ Тибиуки — (15 ноября 1972 — 19 января 1974 — назначен апостольским про-нунцием в Японии);
- Рэймонд Филипп Эттельдорф, титулярный архиепископ Тиндари — (21 января 1974 — октябрь 1982 — назначен официалом Государственного секретариата Ватикана);
- Томас А. Уайт, титулярный архиепископ Сабионы — (1 марта 1983 — 14 октября 1989 — назначен апостольским про-нунцием в Новой Зеландии и Фиджи, а также апостольский делегат на Тихом океане);
- Патрик Коувни, титулярный архиепископ Сатриано — (25 января 1990 — 27 апреля 1996 — назначен апостольским про-нунцием в Новой Зеландии, на Маршалловых Островах, Самоа, Тонга и на Фиджи, а также апостольский делегат на Тихом океане);
- Сильвано Мария Томази C.S., титулярный архиепископ Черчины и Азоло — (27 июня 1996 — 10 июня 2003 — назначен постоянным наблюдателем Святого Престола при отделении ООН и специализированных учреждений ООН в Женеве и при Всемирной торговой организации);
- Рамиро Молинер Инглес, титулярный архиепископ Сарды — (17 января 2004 — 26 июля 2008 — назначен апостольским нунцием в Албании);
- Георг Паникулам, титулярный архиепископ Каудиума — (24 октября 2008 — 14 июня 2014 — назначен апостольским нунцием в Уругвае);
- Луиджи Бьянко, титулярный архиепископ Фалероне — (12 июля 2014 — 4 февраля 2019 — назначен апостольским нунцием в Уганде);
- Антуан Камиллери, титулярный архиепископ Скалхолта — (31 октября 2019 — 20 мая 2024 — назначен апостольским нунцием на Кубе);
- Брайан Удаигве, титулярный архиепископ Суэлли — (12 апреля 2025 — по настоящее время).